# DB ProjektBau
Die DB ProjektBau GmbH war bis Ende März 2016 eine Tochtergesellschaft der Deutschen Bahn, deren Aufgabe in der Realisierung und Betreuung von Großprojekten wie auch kleineren Projekten im Bestandsnetz (Brückenerneuerungen, Bahnhofsumbauten, Oberleitungserneuerung usw.) für die Eisenbahninfrastrukturunternehmen (EIU) der Deutschen Bahn lag. Sie war für das Projektmanagement, Planung und Bauüberwachung für den Neubau von Strecken einschließlich deren Brücken und Tunneln, wie auch für Projekte im Bestandsnetz, verantwortlich.
Die DB ProjektBau war nach eigenen Aussagen „einer der größten Anbieter für Projektsteuerungs-, Planungs- und Bauüberwachungsleistungen in Europa“. Ihre letzten größten Projekte waren das Neubauprojekt Stuttgart–Ulm und die Schnellverbindung von Berlin über Halle, Leipzig und Erfurt nach Nürnberg (Verkehrsprojekt Deutsche Einheit Nr. 8).
Das Unternehmen wurde im April 2016 mit der DB International zur DB Engineering & Consulting fusioniert. Von den 4660 Mitarbeitern wechselten zum 1. Juli 2015 dabei 2350 Personen zur DB Netz bzw. DB Station&Service.

## Tätigkeiten

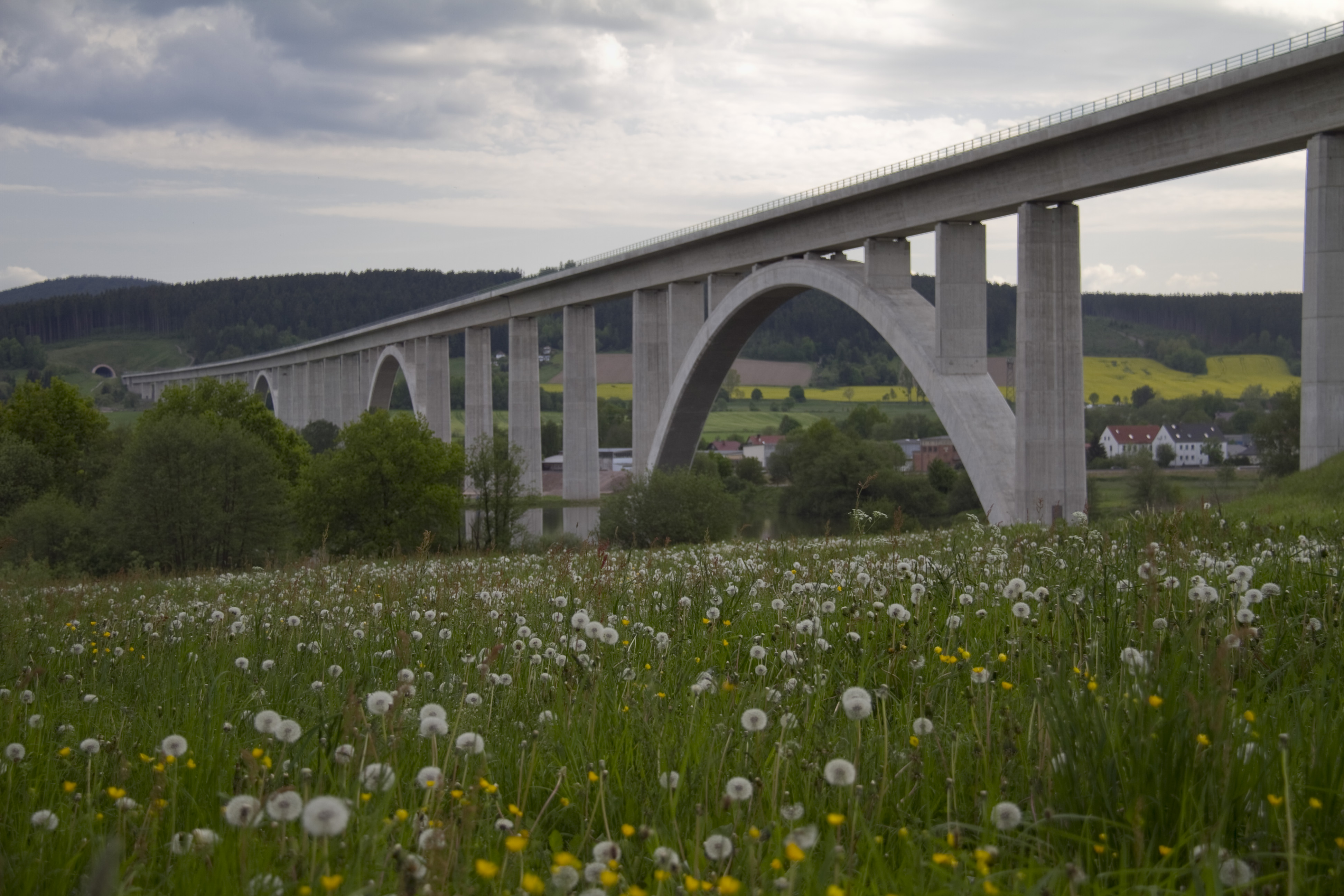
Ilmtalbrücke, Teil der Schnellfahrstrecke Nürnberg–Erfurt

Das Unternehmen war für Projektmanagement, Planung und Bauüberwachung in Bezug auf den Neubau von Strecken einschließlich deren Brücken und Tunneln verantwortlich. Dabei bediente es sich eines nach DIN EN ISO 9001 zertifizierten Qualitätsmanagementsystems. Sie bündelte für die Deutsche Bahn damit sämtliche Infrastrukturprojekte wie Schienenverkehrswege, Konstruktive Ingenieursbauwerke, Personenverkehrsanlagen, Umschlaganlagen des Güterverkehrs, Werke, Werkstätten und Betriebshöfe, Bahnübergänge, Lärmsanierung und Umweltschutz in einer Hand. Bauherren und Auftraggeber für die DB ProjektBau sind dabei im Innenverhältnis andere Bahntöchter, wie die bundeseigenen Eisenbahninfrastrukturunternehmen, die DB Netz, DB Station&Service oder DB Energie.
Neben der eigentlichen Projekttätigkeit bildete die DB ProjektBau Nachwuchs in Ausbildungsplätzen und im Bachelor-Studium aus, 2011 waren es 115 Personen. Daneben gab es 25 Kooperationen mit Hochschulen im Bereich der Diplom, Bachelor- und Masterstudiengänge sowie mehr als 100 Praktikanten jährlich.

### Unternehmenskennzahlen
- Die DB ProjektBau beschäftigte 4400 Mitarbeiter (Stand: 29. Oktober 2013[1]) in 3517 Vollzeitplanstellen (März 2010[13])
- Bauleistungsumsatz (2007): ca. 2,3 Mrd. Euro.
- Projektvolumen 87,9 Mrd. Euro (März 2010[13])
- Laufende Projekte: 6000 (2008), 3000 (März 2010[13])

### Auswahl aktueller Großprojekte

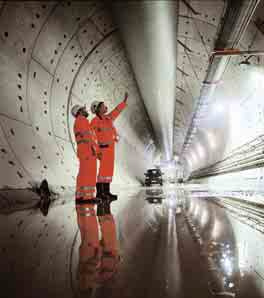
Der Katzenbergtunnel (hier im Rohbau) an der Ausbau- und Neubaustrecke Karlsruhe–Basel war mit 9385 m die längste Tunnelbaustelle der DB ProjektBau

Die größten Projekte waren das Neubauprojekt Stuttgart–Ulm sowie die Fertigstellung des Verkehrsprojekts Berlin–Nürnberg.
- Bahnprojekt Stuttgart–Ulm (ging im September 2013 an die DB Projekt Stuttgart–Ulm GmbH über)
  - Stuttgart 21
  - Neubaustrecke Wendlingen–Ulm
- Ausbau- und Neubaustrecke Karlsruhe–Basel
- Schnellverbindung von Berlin über Halle, Leipzig und Erfurt nach Nürnberg (Verkehrsprojekt Deutsche Einheit (VDE) Nr. 8):
  - Neu- und Ausbaustrecke Nürnberg–Erfurt: Die Neubaustrecke wurde Ende 2017 eröffnet.
  - Neubaustrecke Erfurt–Leipzig/Halle: Seit 2003 ist der 23 km lange Teilabschnitt Gröbers–Leipzig in Betrieb, der Rest wurde im Dezember 2015 freigegeben.

- Großstädte / Metropolen:
  - Berlin: Bahnhof Ostkreuz: Umbau des größten Berliner Nahverkehrsknotens
  - 2. S-Bahn-Stammstrecke München: Ausbau der Schieneninfrastruktur in der Metropolregion
  - Eisenbahnknoten Halle/Leipzig: Umbau des (Bahnknotens)
- Hinterlandanbindung der Festen Fehmarnbelt-Querung (kürzere Schienenverbindung zwischen Skandinavien und Mitteleuropa)[14]
- Neubaustrecke von Frankfurt nach Mannheim

### Standorte
Die sieben Regionalbereiche (RB) entsprachen den Standorten der Hauptkunden, DB Netz, DB Station&Service und DB Energie.
1. RB Nord: Hannover, Hamburg und Braunschweig
2. RB Ost: Berlin, Schwerin und Cottbus
3. RB West: Duisburg und Köln
4. RB Mitte: Frankfurt/Main und Saarbrücken
5. RB Südost: Leipzig, Erfurt, Magdeburg und Dresden
6. RB Südwest: Karlsruhe, Freiburg und Stuttgart
7. RB Süd: München und Nürnberg

## Geschichte

### Allgemein
Das Unternehmen wurde im Jahr 2001 gegründet und nahm seine Arbeit vollumfänglich zum 1. Januar 2003 auf. Nach Angaben der Deutschen Bahn gingen in der neuen Gesellschaft im Sommer 2002, rückwirkend zum 1. Januar 2002, die DB Projekt Verkehrsbau, DB BauProjekt GmbH Köln–Rhein/Main und die DB Projekte Süd auf. Ebenfalls integriert wurde die DBProjekt GmbH Stuttgart 21. Die technischen Büros der DB Netz der DB Station&Service sowie die DE-Consult wurde als Tochtergesellschaft ebenfalls in die DB ProjektBau eingegliedert.
Laut Handelsregister wurde am 23. April 2003 die Verschmelzung der DB Projekte Süd GmbH mit der DB Projekt Verkehrsbau GmbH und der DBBauProjekt GmbH auf die DB ProjektBau GmbH beantragt. Sie wurde am 8. Oktober 2003 vollzogen.
Mit der Zusammenfassung sollte innerhalb des Deutsche-Bahn-Konzerns die Aufgabenteilung zwischen Bauherr und Ersteller klarer definiert werden. Der Deutsche-Bahn-Konzern begründete diese grundlegende Neuorganisation der Planung und des Baus von Infrastrukturprojekten mit funktionalen und prozessualen Unzulänglichkeiten, die zu Termin- und Kostenüberschreitungen geführt hätten. Die vierköpfige Geschäftsführung wurde zunächst von Martin Bay geleitet.
Mitte 2004 kündigte das Unternehmen an, infolge gekürzter Investitionen in Eisenbahnprojekte bis zum Ende des Folgejahres rund 1500 Stellen abzubauen.
Im Zuge einer am 17. März 2005 in Kraft getretenen neuen Organisationsstruktur des DB-Konzerns wurde die DB ProjektBau dem Vorstandsbereich „Infrastruktur und Dienstleistungen“ zugeordnet.
| Entwicklung der Unternehmenskennzahlen | Entwicklung der Unternehmenskennzahlen | Entwicklung der Unternehmenskennzahlen | Entwicklung der Unternehmenskennzahlen | Entwicklung der Unternehmenskennzahlen | Entwicklung der Unternehmenskennzahlen | Entwicklung der Unternehmenskennzahlen |
| Jahr                                   | Mit arbeiter                           | Ein- stellungen                        | Projekt- anzahl                        | Bau- volumen                           | Umsatz                                 | Quelle                                 |
| -------------------------------------- | -------------------------------------- | -------------------------------------- | -------------------------------------- | -------------------------------------- | -------------------------------------- | -------------------------------------- |
| 2003                                   | 5.300                                  |                                        | 7.200                                  |                                        |                                        | [ 17 ]                                 |
| 2008                                   | 3.800                                  |                                        |                                        | 2 bis 3 Mrd. €/a                       |                                        | [ 19 ] [ 22 ]                          |
| 2009                                   | 3.800                                  | ca. 200                                |                                        | 2 bis 3 Mrd. €/a                       |                                        | [ 22 ]                                 |
| 2010                                   | 3.766                                  | ca. 200                                |                                        | 2 bis 3 Mrd. €/a                       | 561 Mio. €                             | [ 22 ] [ 24 ]                          |
| 2011                                   | ca. 3.700                              | ca. 300                                |                                        | 2 bis 3 Mrd. €/a                       |                                        | [ 23 ]                                 |

Mitte 2008 beschäftigte das Unternehmen rund 3800 Mitarbeiter und wickelte ein Bauvolumen von zwei bis drei Milliarden Euro pro Jahr ab. Nach eigenen Angaben zählte die DB ProjektBau damit zu den größten Ingenieurdienstleistern im Verkehrsinfrastruktursektor.
Die Geschäftsführung besteht zurzeit aus vier Personen mit Jens Bergmann als Vorsitzendem Geschäftsführer.
Zum 1. September 2013 sollte das Bahnprojekt Stuttgart–Ulm in die DB Projekt Stuttgart–Ulm GmbH ausgegliedert werden, die direkt dem Vorstand der Deutschen Bahn untersteht.

### Abgeschlossene Projekte

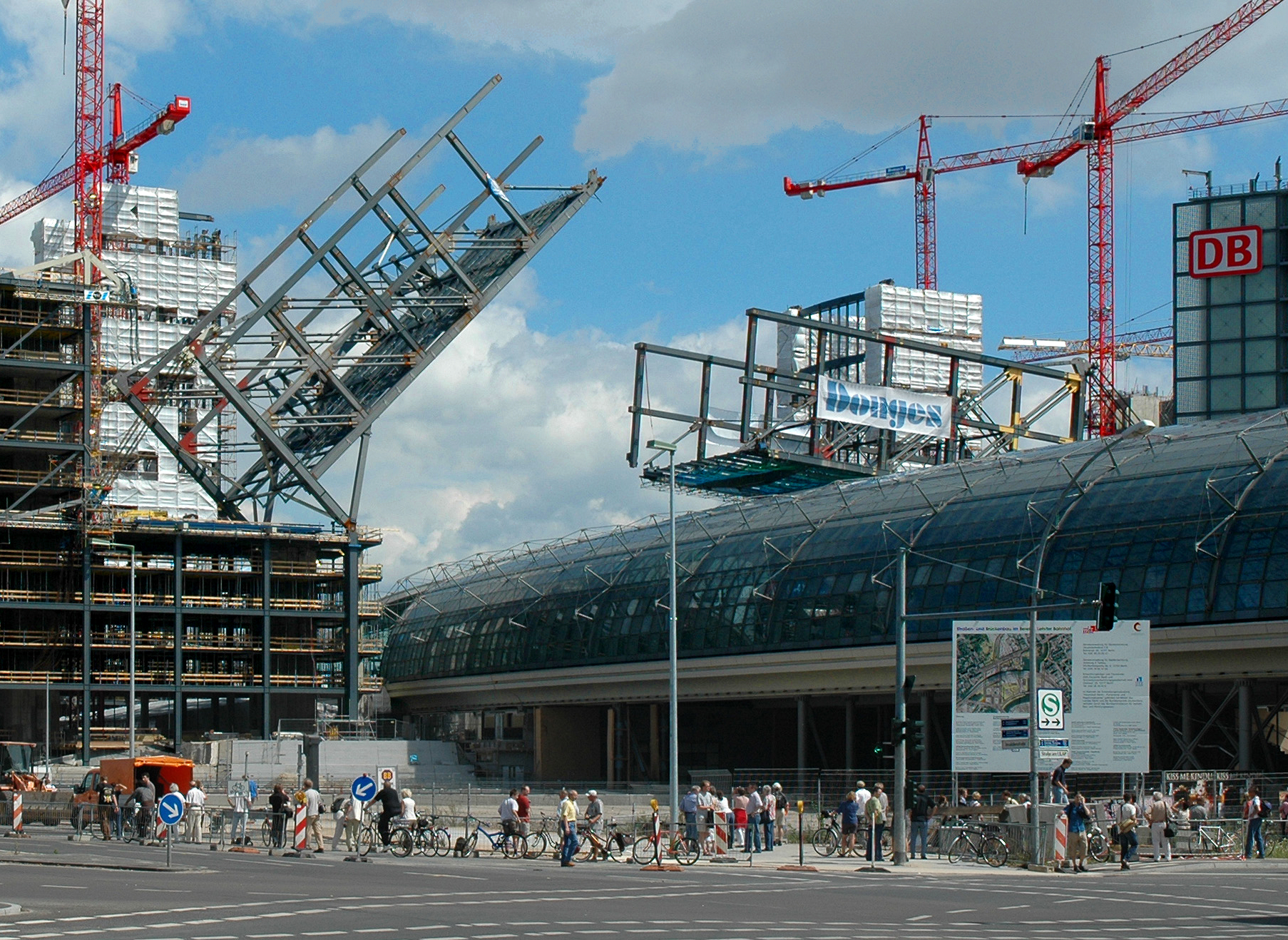
Absenken der westlichen Bügelbrücken-Segmente am Berliner Hauptbahnhof am 30. Juli 2005

Zu den abgeschlossenen Großprojekten zählen:
- Verkehrsprojekt Deutsche Einheit (VDE) Nr. 2: Verbindung Hamburg – Berlin, Bestandteil des transeuropäischen Hochgeschwindigkeitsnetzes (abgeschlossen 2004)
- Wiederherstellung und Grunderneuerung des Netzes der Berliner S-Bahn auf den Stand von 1961, abgeschlossen 2005
- Berlin Hauptbahnhof, abgeschlossen 2006

### Verschmelzung mit DB International
Bis 2008 war DB International, 1966 als DE-Consult gegründet, ein Tochterunternehmen von DB ProjektBau. Am 1. April 2016 wurde die DB ProjektBau mit der DB International zur DB Engineering & Consulting (DB E&C) verschmolzen.